# Кров'яна
Кров'яна (італ. Croviana) — муніципалітет в Італії, у регіоні Трентіно-Альто-Адідже,  провінція Тренто.
Кров'яна розташований на відстані близько 520 км на північ від Рима, 36 км на північний захід від Тренто.
Населення — 686 осіб (2014).
Щорічний фестиваль відбувається 23 квітня. Покровитель — святий Юрій.

## Демографія
Населення за роками:

Станом на 1 січня 2023 року в муніципалітеті офіційно проживало 58 іноземців з 10 країн, серед них 32 громадяни країн Євросоюзу.

## Сусідні муніципалітети
- Клес
- Мале
- Дімаро-Фольгарида